# Ordre de la Bannière du Travail
L’Ordre de la Bannière du Travail est un ordre polonais, qui est conféré aux personnes, entreprise, institutions, collectivités territoriales qui se sont distinguées par leur travail dans les domaines suivants :
- l’industrie, l’agriculture, les transports, la construction, le commerce, l’État, les coopératives, les finances et d’autres secteurs de l’économie nationale (par la rationalisation et l’amélioration des méthodes de travail, la rationalisation du travail, ou la réussite exceptionnelle)
- l’éducation, la science, la culture et l’art
- la défense 
- la santé
- le service public

## Modalités d'attribution
La médaille de Ordre de la Bannière du Travail comporte 2 échelons :
1. la première classe
2. la seconde classe